# Alfred Tostary
Alfred Tostary, gebürtig Alfred Pick, (* 5. Januar 1872 in Forst (Lausitz), Deutsches Reich; † 17. Juli 1942 in Berlin) war ein deutscher Sänger und Stummfilm-Regisseur.

## Leben und Wirken
Alfred Pick wurde am 5. Januar 1872 als zweites Kind in eine jüdische Familie geboren. Seine Eltern waren der Kaufmann Max Emmanuel Pick (1843–1900) und dessen Frau Ernestine (geb. Cohn, † vor 1896) aus Groß-Strehlitz (heute Strzelce Opolskie, Polen). Sein älterer Bruder hieß Ernst Pick (1870–1914).
Alfred Pick begann seine künstlerische Laufbahn als Sänger (Tenor) auf der Opern- bzw. Konzertbühne. Dort hat er es aber offensichtlich nicht zu sonderlicher Bekanntheit gebracht, Festengagements an renommierten Bühnen sind jedenfalls nicht nachzuweisen. Zeitweise gehörte er dem Stadttheater in Lübeck (1901), dem Stadttheater in Breslau (1902) und dem Neuen Operettentheater in Hamburg (1908) an. Seine erste bestätigte Berührung mit dem Film hatte Pick unter dem Namen Alfred Tostary 1913 mit der Schlüsselrolle des Lord Chester, der in dem Drama Der Excentric-Club eine fatale Wette mit schrecklichen Folgen eingeht. Trotz des Erfolges blieb Tostary diesem neuen Medium bis kurz nach Ende des Ersten Weltkriegs fern. Offenbar bevorzugte er nach wie vor Auftritte als Sänger. Als das Wissenschaftlich-humanitäre Komitee (WhK) in Berlin 1915 ein „patriotisches Weihnachtskonzert“ ausrichtete, gehörte Tostary neben der Konzertsängerin und Pianistin Hildegard Stolle und deren Schwester, der Schauspielerin Frieda Auguste (Friedel) Stolle zu den geladenen Gästen, die zusammen mit dem WhK-Mitglied Richard Meienreis das künstlerische Programm des Abends gestalteten. Alfred Tostary alias Pick war homosexuell. 1907 geriet er deshalb in Konflikt mit dem § 175 RStGB, der männliche Homosexualität mit Strafe belegte, und wurde steckbrieflich gesucht.
In den Jahren 1920/21 verpflichteten zwei kleine Produktionsfirmen Alfred Tostary für mehrere Inszenierungen zumeist dramatischer Inhalte, die jedoch allesamt beim Publikum wie bei der Kritik wenig Widerhall fanden. Bald darauf verließ Tostary die Zelluloidbranche wieder und kehrte zur Bühne und zum Gesang zurück. In seinen späten Lebensjahren verdiente er sich ein bescheidenes Auskommen als Gesangslehrer. Alfred Tostary starb nicht 1925, wie vielfach zu lesen ist, sondern 17 Jahre später. Indes ist nicht bekannt, unter welchen Umständen er seine letzten Lebensjahre verbrachte. Die Reichsvereinigung der Juden in Deutschland führte ihn als Mitglied. Als Alfred Pick-Tostary am 17. Juli 1942 in Berlin starb, war er nach wie vor ledig.
Ob der „sehr tüchtige Oberregisseur Tostary“, der in Felix Neumanns Zeitungsroman Einer von Langemarck figuriert, nach dem Vorbild Alfred Pick-Tostarys gezeichnet wurde, ist unbekannt. Neumanns Roman erschien vom 29. März bis zum 27. April 1940 in 25 Folgen im Wittener Tagblatt.

## Filmografie
als Regisseur:
- 1920: Der fliegende Tod
- 1920: Können Gedanken töten?
- 1920: Ehe man Ehemann wird (auch Drehbuch)
- 1921: Die Minderjährige (auch Co-Drehbuch)
- 1921: Die Fremde aus der Elstergasse